# Jugoslawische Männer-Handballnationalmannschaft
Die jugoslawische Männer-Handballnationalmannschaft repräsentierte bis 1992 den Handball-Verband der Sozialistischen Föderativen Republik Jugoslawien als Auswahlmannschaft auf internationaler Ebene bei Länderspielen im Handball gegen Mannschaften anderer nationaler Verbände.

## Geschichte
Nachdem der Jugoslawische Handballverband im Jahr 1949 gegründet worden war, wurde zwei Jahre darauf die Männer-Handballnationalmannschaft ins Leben gerufen. Von 1951 bis 1978 wirkte Ivan Snoj als Manager und mit Unterbrechungen als Trainer der Auswahl. In den 1970er Jahren stieg Jugoslawien in die Weltspitze auf. Neben der Bronzemedaille bei der Weltmeisterschaft 1970 folgte der Gewinn der Goldmedaille bei den Olympischen Spielen 1972 und eine erneute Bronzemedaille bei der Weltmeisterschaft 1974. 1982 wurde die Mannschaft Vizeweltmeister, Olympischen Spielen 1984 erneut Olympiasieger, 1986 Weltmeister. 1988 gewann das Team Bronze bei Olympia.
Nach dem Auseinanderbrechen Jugoslawiens ab 1991 und den folgenden Jugoslawienkriegen gründeten die Folgestaaten eigene Handballverbände und Auswahlmannschaften. Dies sind bzw. waren BR Jugoslawien bzw. Serbien und Montenegro (1993–2006), Nordmazedonien (seit 1992), Slowenien (seit 1992), Bosnien und Herzegowina (seit 1993), Kroatien (seit 1993), Serbien (seit 2006), Montenegro (seit 2006) und Kosovo (seit 2014).

## Internationale Großereignisse

### Olympische Spiele

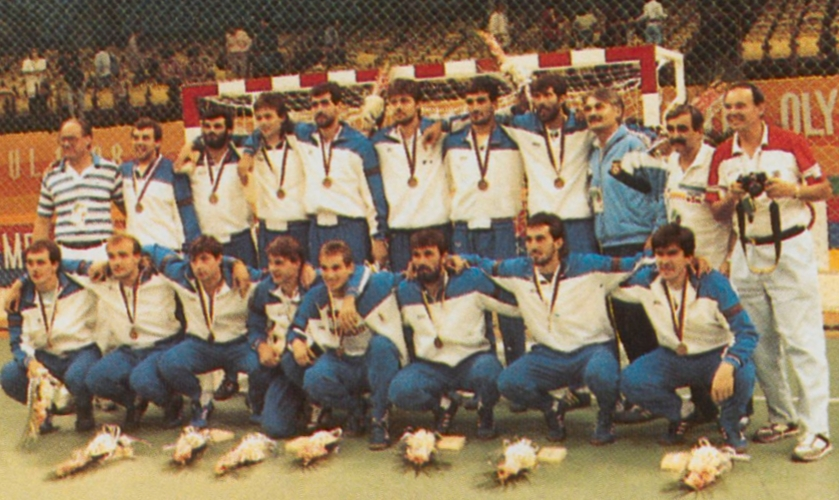
Jugoslawien feiert den Gewinn der Bronzemedaille bei den Olympischen Spielen 1988.

- Olympische Spiele 1972:  1. Platz (von 16 Mannschaften)

Kader: Čedomir Bugarski, Dobrivoje Selec, Zoran Živković, Abaz Arslanagić, Miroslav Pribanić, Petar Fajfrić, Milorad Karalić, Đorđe Lavrnić, Slobodan Mišković, Hrvoje Horvat, Branislav Pokrajac, Zdravko Miljak, Milan Lazarević, Nebojša Popović, Zdenko Zorko, Albin Vidović. Trainer: Vlado Stenzel.
- Olympische Spiele 1976: 5. Platz (von 12 Mannschaften)

Kader: Abas Arslanagić, Vlado Bojovič, Hrvoje Horvat, Milorad Karalić, Radivoj Krivokapić, Zdravko Miljak, Željko Nimš, Radisav Pavićević, Branislav Pokrajac, Nebojša Popović, Zdravko Rađenović, Zvonimir Serdarušić, Predrag Timko, Zdenko Zorko. Trainer: Ivan Snoj.
- Olympische Spiele 1980: 6. Platz (von 12 Mannschaften)

Kader: Zlatan Arnautović, Jovica Cvetković, Adnan Dizdar, Jovica Elezović, Mile Isaković, Drago Jovović, Pavle Jurina, Enver Koso, Peter Mahne, Jasmin Mrkonja, Velibor Nenadić, Goran Nerić, Stjepan Obran, Momir Rnić. Trainer: Branislav Pokrajac.
- Olympische Spiele 1984:  1. Platz (von 12 Mannschaften)

Kader: Zlatan Arnautović, Momir Rnić, Veselin Vuković, Milan Kalina, Jovica Elezović, Zdravko Zovko, Pavle Jurina, Veselin Vujović, Slobodan Kuzmanovski, Mirko Bašić, Zdravko Rađenović, Mile Isaković, Branko Štrbac, Rolando Pušnik, Dragan Mladenović. Trainer: Branislav Pokrajac.
- Olympische Spiele 1988:  3. Platz (von 12 Mannschaften)

Kader: Momir Rnić, Zlatko Saračević, Iztok Puc, Goran Perkovac, Irfan Smajlagić, Zlatko Portner, Veselin Vujović, Jožef Holpert, Mirko Bašić, Alvaro Načinović, Slobodan Kuzmanovski, Ermin Velić, Rolando Pušnik, Boris Jarak, Muhamed Memić. Trainer: Abas Arslanagić.

### Weltmeisterschaften
- Weltmeisterschaft 1938: nicht teilgenommen
- Weltmeisterschaft 1954: nicht teilgenommen
- Weltmeisterschaft 1958: 8. Platz (von 16 Mannschaften)

Kader: Bogdan Cvijetić, Krunoslav Dogan, B. Džodan, Vladimir Jović, Jerolim Karadža, Lovro Manestar, Božidar Peter, Tomislav Raguš, B. Stanković, Dragan Stevanović, Zlatko Šimenc, Ivan Špoljarić, D. Tambić, N. Vučković, V. Živanović. Trainer: Ivan Snoj.
- Weltmeisterschaft 1961: 9. Platz (von 12 Mannschaften)

Kader: Anton Bašić, Krunoslav Dogan, Zoran Cvetanović, Ivan Đuranec, Zvonko Jandroković, Vladimir Jović, Jerolim Karadža, Fehvad Mostarac, Petar Perović, Tomislav Raguš, Bartol Rodin, Božidar Stanivuković, Borislav Stanković, Rešad Šarenkapa, Zlatko Šimenc. Trainer: Ivan Snoj.
- Weltmeisterschaft 1964: 6. Platz (von 16 Mannschaften)

Kader: Andrija Banjanin, Vojislav Bjegović, Vinko Dekaris, Ivan Đuranec, Lujo Györy, Jerolim Karadža, Nenad Kecman, Zvonko Kocijan, Josip Milković, Fehvad Mostarac, Dragan Stevanović, Rešad Šarenkapa, Vladimir Vićan, Albin Vidović, Zlatko Žagmešter- Trainer: Ivan Snoj.
- Weltmeisterschaft 1967: 7. Platz (von 16 Mannschaften)

Kader: Andrija Banjanin, Vinko Dekaris, Ivan Đuranec, Hrvoje Horvat, Jerolim Karadža, Milorad Karalić, Branko Klišanin, Slobodan Koprivica, Boris Kostić, Josip Milković, Branislav Pokrajac, Miroslav Pribanić, Dobrivoje Selec, Ninoslav Tomašić, Vladimir Vićan. Trainer: Irislav Dolenec.
- Weltmeisterschaft 1970:  3. Platz (von 16 Mannschaften)

Kader: Abas Arslanagić, Boris Kostić, Branislav Pokrajac, Čedomir Bugarski, Đorđe Lavrnić, Dragutin Mervar, Hrvoje Horvat, Josip Milković, Marijan Jakšeković, Milan Krstić, Milan Lazarević, Milorad Karalić, Miroslav Pribanić, Nebojša Popović, Petar Fajfrić, Slobodan Mišković, Zlatko Žagmešter. Trainer: Vlado Stenzel.
- Weltmeisterschaft 1974:  3. Platz (von 16 Mannschaften)

Kader: Abas Arslanagić, Bogosav Perić, Branislav Pokrajac, Čedomir Bugarski, Đorđe Lavrnić, Hrvoje Horvat, Milan Lazarević, Nebojša Popović, Petar Fajfrić, Radisav Pavičević, Slobodan Mišković, Zdenko Zorko, Zdravko Miljak, Zdravko Rađenović, Željko Nimš, Zvonimir Serdarušić. Trainer: Josip Milković.
- Weltmeisterschaft 1978: 5. Platz (von 16 Mannschaften)

Kader: Adnan Dizdar, Vlado Bojovič, Nedeljko Prodanić, Drago Jovović, Petrit Fejzula, Hrvoje Horvat, Dragutin Makarić, Radivoje Krivokapić, Časlav Grubić, Zdravko Miljak, Zdravko Zovko, Željko Vidaković, Radisav Pavićević, Zdravko Rađenović, Rusmir Delahmetović, Željko Nimš. Trainer: Zdravko Matulić.
- Weltmeisterschaft 1982:  2. Platz (von 16 Mannschaften)

Kader: Branko Štrbac, Časlav Grubić, Ermin Velić, Jovica Elezović, Mile Isaković, Mirko Bašić, Pavle Jurina, Petrit Fejzula, Radivoj Krivokapić, Stjepan Obran, Veselin Vujović, Vlado Bojovič, Zdravko Rađenović, Zdravko Zovko, Zoran Jovanović. Trainer: Branislav Pokrajac.
- Weltmeisterschaft 1986:  1. Platz (von 16 Mannschaften)

Kader: Časlav Grubić, Dragan Mladenović, Jasmin Mrkonja, Jovica Cvetković, Jovica Elezović, Jozsef Holpert, Mile Isaković, Mirko Bašić, Momir Rnić, Muhamed Memić, Rolando Pušnik, Veselin Vujović, Veselin Vuković, Zlatan Arnautović, Zlatan Saračević, Zlatko Portner. Trainer: Zoran Živković.

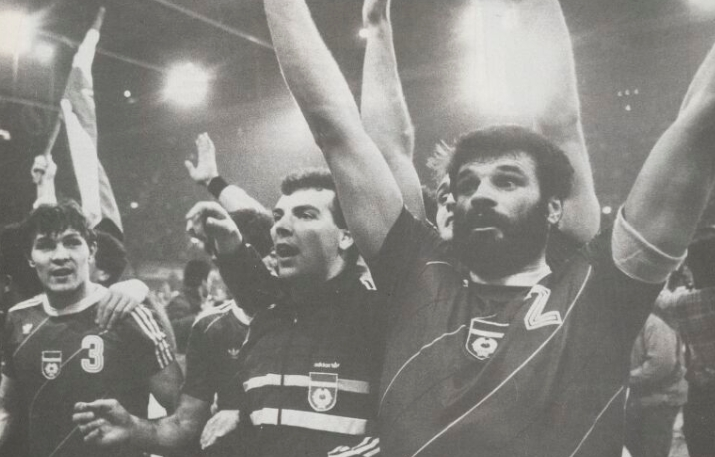
Die Spieler feiern bei der Weltmeisterschaft 1986.

- Weltmeisterschaft 1990: 4. Platz (von 16 Mannschaften)

Kader: (mglw. unvollständig), Irfan Smajlagić, Veselin Vuković, Zlatan Saračević, Iztok Puc, Siniša Prokić, Zlatko Portner, Veselin Vujović, Nenad Klajić, Slobodan Kuzmanovski, Mirko Bašić, Mile Isaković, Ermin Velić, Goran Stojanović. Trainer: Jezdimir Stanković.

## Weitere Turnierteilnahmen

### World Cup
Beim World Cup (1971–2010) in Schweden sowie teilweise in Norwegen und Deutschland, erreichte die Auswahl folgende Platzierungen:
- World Cup 1971: Sieger
- World Cup 1974: Sieger

Kader: (unvollständig), Vlado Bojovič
- World Cup 1979: 7. Platz
- World Cup 1984: 3. Platz

Kader: (mglw. unvollständig), Zlatan Arnautović, Momir Rnić, Veselin Vuković, Pavle Jurina, Jovica Elezović, Zdravko Zovko, Branko Štrbac, Veselin Vujović, Dragan Mladenović, Zdravko Radenović, Mirko Bašić, Mile Isaković. Trainer: Branislav Pokrajac.
- World Cup 1988: 5. Platz

Kader: (unvollständig), Mile Isaković, Veselin Vujović, Zlatan Saračević, Zlatko Portner, Muhamed Memić. Trainer: Abas Arslanagić
- World Cup 1992: 2. Platzierungen:

Kader: (unvollständig), Goran Stojanović, Dejan Perić, Zoran Tomić, Predrag Peruničić, Rastko Stefanović, Dragan Škrbić, Aleksandar Knežević, Igor Butulija, Vladimir Novaković, Goran Stupar, Božidar Jović, Nedeljko Jovanović, Vladimir Spasojević, Nenad Peruničić. Trainer: Jezdimir Stanković

### Supercup
Beim Supercup (1979–2015) in Deutschland erreichte die Auswahl folgende Platzierungen:
- Supercup 1979: 4. Platz

Kader: (unvollständig), Pavle Jurina, Velibor Nenadić, Zlatan Arnautović. Trainer:
- Supercup 1981: 3. Platz

Kader: (unvollständig), Jovica Elezović. Trainer:
- Supercup 1983: 3. Platz

Kader: (mglw. unvollständig), Pavle Jurina, Stjepan Obrvan, Veselin Vujović, Jovica Cvetković, Zlatan Arnautović, Mirko Bašić, Mile Isaković, Milan Kalina, Dragan Mladenović, Momir Rnić, Željko Vidaković, Veselin Vuković, Zdravko Zovko. Trainer: Branislav Pokrajac.
- Supercup 1985: 5. Platz

Kader: (unvollständig), Zlatan Arnautović, Jovica Elezović, Časlav Grubić, Jožef Holpert, Mile Isaković, Slobodan Kuzmanovski, Muhammed Memić, Jasmin Mrkonja, Zlatko Portner, Momir Rnić, Zlatan Saračević, Veselin Vujović, Veselin Vuković. Trainer: Zoran Živković.
- Supercup 1987: 5. Platz
- Supercup 1989: 4. Platz
- Supercup 1991: 6. Platz

Kader: (mglw. unvollständig), Goran Stojanović, Dejan Perić, Dalibor Brajdić, Vladimir Stanojević, Zoran Tomić, Dragan Škrbić, Rastko Stefanović, Nedeljko Jovanović, Goran Stupar, Nenad Peruničić, Anton Bukelić, Božidar Jović. Trainer: Jezdimir Stanković.

### Karpatenpokal
Beim Karpatenpokal (seit 1959) in Rumänien erreichte die Auswahl folgende Platzierungen:
- Karpatenpokal 1966: 2. Platz
- Karpatenpokal 1967: 2. Platz
- Karpatenpokal 1968: 2. Platz
- Karpatenpokal 1970: 3. Platz
- Karpatenpokal 1971: Sieger
- Karpatenpokal 1972: 3. Platz
- Karpatenpokal 1973: 3. Platz
- Karpatenpokal 1976: 2. Platz

### Jugoslawien-Trophäe
Bei der Jugoslawien-Trophäe (1960–1990) in Jugoslawien erreichte die Auswahl folgende Platzierungen:
- 1960: Sieger
- 1961: 2. Platz
- 1962: Sieger
- 1963: Sieger
- 1964: 2. Platz
- 1965: n. ausgetragen
- 1966: Sieger
- 1967: Sieger
- 1968: Sieger
- 1969: 2. Platz
- 1970: Sieger
- 1971: ?
- 1972: Sieger
- 1973: ?
- 1974: ?
- 1975: 2. Platz
- 1976: 3. Platz
- 1977: ?
- 1978: Sieger
- 1979: ?
- 1980: Sieger
- 1981: 2. Platz
- 1982: Sieger
- 1983: ?
- 1984: ?
- 1985: Sieger
- 1986: ?
- 1987: ?
- 1988: ?
- 1989: Sieger
- 1990: ?

### Mittelmeerspiele
Bei den Mittelmeerspielen in verschiedenen Ländern des Mittelmeerraumes ist Handball seit 1967, mit Ausnahme von 1971, fester Bestandteil. Dort erreichte die Auswahl folgende Platzierungen:
- Mittelmeerspiele 1967:

Kader: Boris Kostić, Zoran Živković, Josip Milković, Hrvoje Horvat, Ivan Uremović, Albin Vidović, Branislav Pokrajac, Petar Fajfrić, Nebojša Popović, Milorad Karalić, Slobodan Koprivica, Miroslav Klišanin.
- Mittelmeerspiele 1971: abgesagt
- Mittelmeerspiele 1975:

Kader: Abas Arslanagić, Vlado Bojovič, Milorad Karalić, Zdravko Miljak, Željko Nimš, Radisav Pavičević, Nebojša Popović, Branislav Pokrajac, Miroslav Pribanić, Zdravko Rađenović, Zvonimir Serdarušić, Predrag Timko, Zdenko Zorko.
- Mittelmeerspiele 1979:

Kader: Adnan Dizdar, Momir Rnić, Spasoje Janjić, Drago Jovović, Radisav Pavičević, Zdravko Zovko, Zdravko Rađenović, Radivoj Krivokapić, Velibor Nenadić, Željko Vidaković, Rusmir Delahmetović, Zoran Jovanović.
- Mittelmeerspiele 1983:

Kader: Zlatan Arnautović, Momir Rnić, Veselin Vuković, Stjepan Obran, Jovica Elezović, Zdravko Zovko, Željko Vidaković, Pavle Jurina, Veselin Vujović, Mile Isaković, Dragan Mladenović, Mirko Bašić.
- Mittelmeerspiele 1987: nicht teilgenommen
- Mittelmeerspiele 1991:

Kader: Valter Matošević, Dejan Perić, Mehmedalija Mulabdić, Zoran Tomić, Nenad Peruničić, Nedeljko Jovanović, Rastko Stefanović, Igor Butulija, Dragan Škrbić, Vladica Spasojević, Aleksandar Knežević, Vladimir Novaković, Senjanin Maglajlija.

### Goodwill Games
Bei den Goodwill Games (1986–2001) erreichte die Auswahl folgende Platzierungen:
- Goodwill Games 1986: nicht teilgenommen
- Goodwill Games 1990: Sieger

Kader: Goran Stojanović, Nikola Adžić, Siniša Prokić, Nenad Kljaić, Darko Đorđić, Dragan Škrbić, Aleksandar Knežević, Nedeljko Jovanović, Dalibor Brajdić, Igor Butulija, Bruno Gudelj, Patrik Ćavar, Nenad Peruničić, Dejan Perić. Trainer: Jezdimir Stanković.

## Trainer
| Zeitraum  | Nation                  | Trainer            |
| --------- | ----------------------- | ------------------ |
| 1951–1967 | Kroatien                | Ivan Snoj          |
| 1967      | Kroatien                | Irislav Dolenec    |
| 1967–1972 | Kroatien                | Vlado Stenzel      |
| um 1974   | Kroatien                | Josip Milković     |
| 1975–1976 | Kroatien                | Ivan Snoj          |
| um 1978   |                         | Zdravko Matulić    |
| um 1979   | Kroatien                | Zlatko Žagmešter   |
| 1978–1980 | Serbien                 | Jezdimir Stanković |
| 1980–1984 | Serbien                 | Branislav Pokrajac |
| 1984–1986 | Serbien                 | Zoran Živković     |
| 1986–1988 | Bosnien und Herzegowina | Abas Arslanagić    |
| 1989–1991 | Serbien                 | Jezdimir Stanković |

## Spielerrekorde
| Meiste Spiele | Meiste Spiele      | Meiste Spiele | Meiste Spiele |
| #             | Spieler            | Spiele        |               |
| ------------- | ------------------ | ------------- | ------------- |
| 1.            | Hrvoje Horvat      | 231           |               |
| 2.            | Momir Rnić         | 217           |               |
| 3.            | Mile Isaković      | 190           |               |
| 4.            | Veselin Vujović    | *183          |               |
| 5.            | Branislav Pokrajac | 180           |               |
| 6.            | Zlatan Arnautović  | 157           |               |
| 7.            | Pavle Jurina       | 140           |               |
| 8.            | Zdravko Rađenović  | 137           |               |
| 9.            | Mirko Bašić        | 133           |               |
| 10.           | Abas Arslanagić    | 125           |               |

| Meiste Tore | Meiste Tore        | Meiste Tore | Meiste Tore |
| #           | Spieler            | Tore        |             |
| ----------- | ------------------ | ----------- | ----------- |
| 1.          | Veselin Vujović    | *738        |             |
| 2.          | Mile Isaković      | 734         |             |
| 3.          | Hrvoje Horvat      | 621         |             |
| 4.          | Branislav Pokrajac | 510         |             |
| 5.          | Momir Rnić         | 411         |             |
| 6.          | Radisav Pavićević  | 376         |             |
| 7.          | Zdravko Rađenović  | 369         |             |

* Anmk.: Bei Veselin Vujović wurde eine unbekannte Anzahl an Spielen und Toren nach 1991 mit eingerechnet.